# Troglohyphantes pugnax
Troglohyphantes pugnax Deeleman-Reinhold, 1978 è un ragno appartenente alla famiglia Linyphiidae.

## Etimologia
Il nome proprio della specie deriva dal latino pugnax, -acis, cioè battagliero, pugnace ed è stato scelto dal descrittore in quanto di questa specie si rinvengono un numero quantitativamente elevato di esemplari maschili in confronto a quelli femminili, il che provoca un'accentuata competitività nei confronti delle poche femmine disponibili.

## Descrizione
Il maschio ha una lunghezza totale di 3,41 mm; il cefalotorace è lungo 1,58 mm e largo 1,53 mm. Le femmine hanno una lunghezza media di 3,84 mm; il cefalotorace è lungo 1,44 mm e largo 1,20

## Distribuzione
La specie è stata rinvenuta nella Bosnia-Erzegovina: nei pressi della località Velika pecina, nella cittadina di Divin, appartenente al comune di Stolac

## Tassonomia
Al 2013 non sono note sottospecie e non sono stati esaminati nuovi esemplari dal 1978.